# 科尔·阿姆斯特朗
科尔·阿姆斯特朗（英語：Cole Armstrong，1983年8月24日—），加拿大男子棒球运动员。他曾代表加拿大参加2011年泛美运动会棒球比赛，获得一枚金牌。他也曾参加2009年世界杯棒球赛。